# 返老還童 (電影)
《返老還童》（英語：Forever Young），為一套於1989年7月13日上映的香港電影，本電影由嘉禾電影(香港)有限公司製作，曾志偉、陳百祥、林俊賢、呂良偉、許冠英等領銜主演，上映日數為13天，總票房排行於第42位。

## 劇情
保齡球（曾志偉）、花呢碌（林俊賢）、通天明（許冠英）、大DEE祥（陳百祥）、郁得勁（呂良偉）五人從小一起在孤兒院長大，彼此感情深厚。一次五人從領隊化骨龍（蔣志光）的帶領，往泰國旅行拜訪神醫時，不幸遇上山賊搶長生藥，他們四人更被逼試藥變成小孩。後眾人雖幸得救援，得以保住性命，無奈神醫受傷而神經失常，無法配製解藥，保齡球無法可想之下，唯有帶四個孩型成人，先回香港再想辦法。後四小孩遇到花呢碌欲追求之小學教師Miss Wong（陳雅倫），於是扮難民搏其同情，被安排入讀小學。其間花發現Miss Wong之男友徐仁富（夏韶聲）存心不良，遂設法趕走他。另一方面，保齡球之女友Branda（童玲）及通天明之妻子（林建明）卻誤會保齡球害死四人以奪財，遂報警捉保齡球。四童雖到警署解釋，可惜無人相信而被送回小學，並被安排由社會福利署照顧。後四童向Miss Wong解釋一切，不料被徐仁富聽到設下奸計，將四人擄走與劫其財富……

## 演員表
| 角色名稱       | 演員   | 角色台譯 | 備註                                                                     |
| -------------- | ------ | -------- | ------------------------------------------------------------------------ |
| 保齡球         | 曾志偉 | 保齡球   | Branda之男友（粵語配音：馮永和）                                         |
| 大DEE祥        | 陳百祥 | 拱注王   | 賭徒，因被逼試藥變成小孩                                                 |
| 花呢碌         | 林俊賢 | 花枝椩   | Miss Wong之男友，因被逼試藥變成小孩（粵語配音：陳欣）                    |
| 郁得勁         | 呂良偉 | 搖得快   | 因被逼試藥變成小孩                                                       |
| 通天明         | 許冠英 | 通天明   | 因被逼試藥變成小孩                                                       |
| Miss Wong      | 陳雅倫 | 王老師   | 小學教師，花呢碌之女友，徐仁富之前女友（粵語配音：何錦華）               |
| 明 嫂          | 林建明 | 魚雷艇   | 通天明之妻子（粵語配音：盧素娟）                                         |
| Branda／周小姐 | 童 玲  | 周貝妲   | 保齡球之女友                                                             |
| 徐仁富         | 夏韶聲 | 蕭白臉   | Miss Wong之前男友，因要威脅Miss Wong而飲解藥變成老人（粵語配音：楊捷康） |
| 化骨龍         | 蔣志光 | 貝戈戈   | 領隊                                                                     |
| 泰國神醫       | 顧寶明 |          | 擁有神藥                                                                 |
| 大DEE祥        | 李泳豪 |          | 小孩大DEE祥                                                              |
| 花呢碌         | 李泳漢 |          | 小孩（粵語配音：陳欣）                                                   |
| 通天明         | 朱鑫輝 |          | 小孩                                                                     |
| 郁得勁         | 溫子聰 |          | 小孩                                                                     |
| 警察           | 黃志強 |          |                                                                          |